# Bílovice (zámek)
Zámek Bílovice se nachází ve stejnojmenné obci, ležící asi 7 km severovýchodně od centra Uherského Hradiště. Klasicistní stavba je v majetku obce Bílovice, která objekt využívá coby obecní úřad. Od prosince 1968 je zámek spolu s přilehlým anglickým parkem chráněn jako kulturní památka.

## Historie

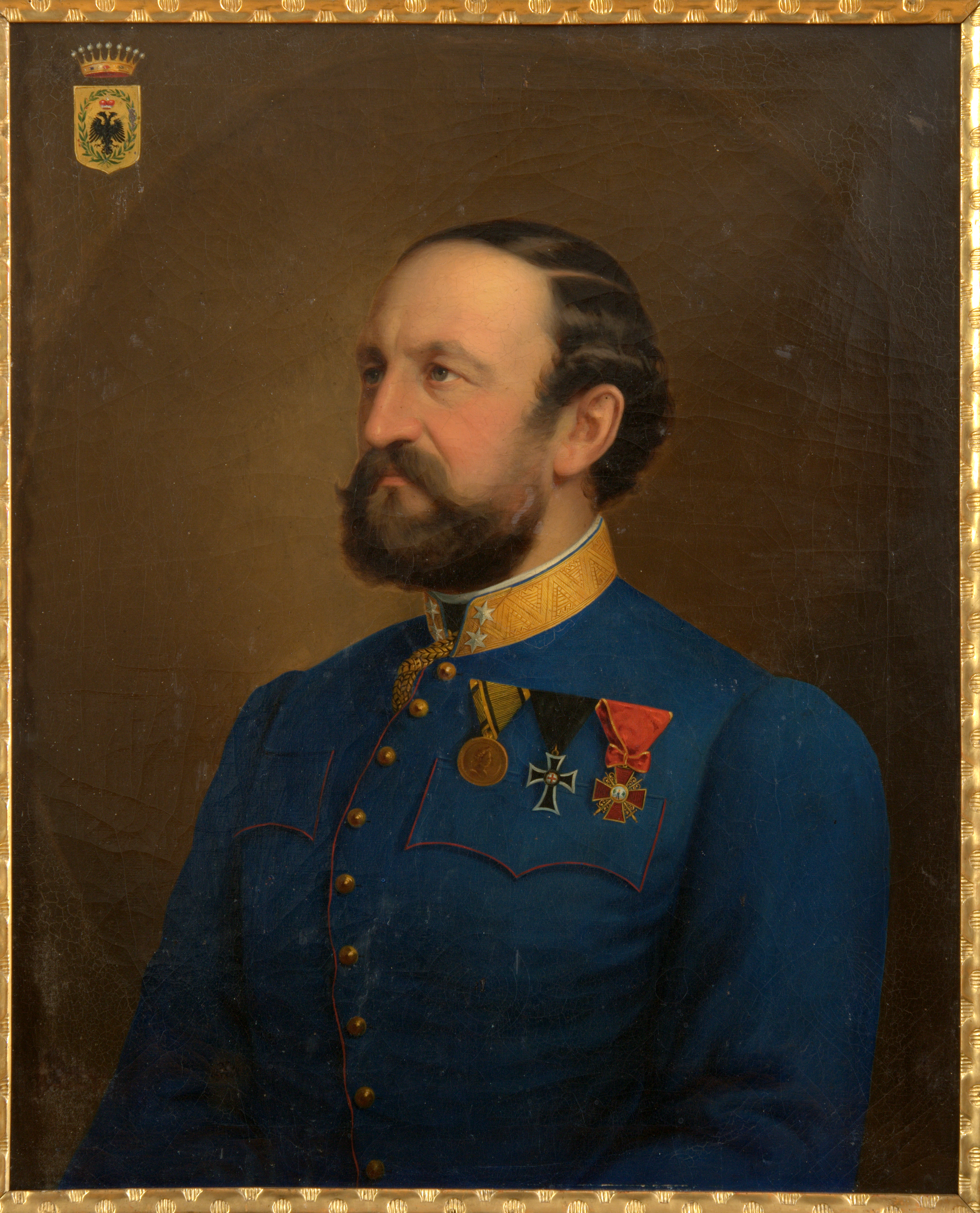
Vladimír Emanuel hrabě Logothetti (1822–1892)

Předchůdcem zámku byla tvrz, poprvé zmiňovaná v roce 1592, avšak její umístění dnes není známo. Nynější zámek byl patrně zbudován na sklonku 18. století za Ignáce Kajetána Beviera von Freiried, tehdejšího držitele biskupského lenního statku Bílovice, čemuž napovídá zmínka o existenci zámku v díle Topographie vom Markgrafthum Mähren (1793) autora Františka Josefa Schwoye (1742–1806). Za stavitele sídla však rovněž bývá označován Ferdinand hrabě Laurencin d'Armond, jemuž lenní statek patřil v letech 1809–1831. Podle soupisu z roku 1820 budova disponovala dvěma podlažími, 17 místnostmi a čtyřmi komorami.
Od roku 1831 se bílovické léno nacházelo v rukách původem řecké šlechtické rodiny Logothettiů, kteří drželi také nedaleký statek Březolupy. Za jejich působení se zámek stal kulturním a společenským centrem, v roce 1854 zde např. Hugo I. Logothetti (1801–1861) hostil malíře Josefa Mánese (1820–1871), jenž na zámku vytvořil několik kreseb. Hugův syn Vladimír Emanuel hrabě Logothetti (1822–1892), zakladatel bílovického hasičského sboru, dal zámek rozšířit přístavbou západního křídla s tanečním sálem a na počátku 70. let 19. století se po zrušení lenního systému stal dědičným majitelem bílovického velkostatku. Ve stavebních úpravách pak pokračoval i jeho syn Hugo II. (1852–1918), který na počátku 20. století nechal obnovit fasády a hodiny, umístěné v tympanonu vstupního průčelí, dal nahradit rodovým erbem. V téže době bylo severozápadní nároží zámku ozdobeno sochou svatého Václava.

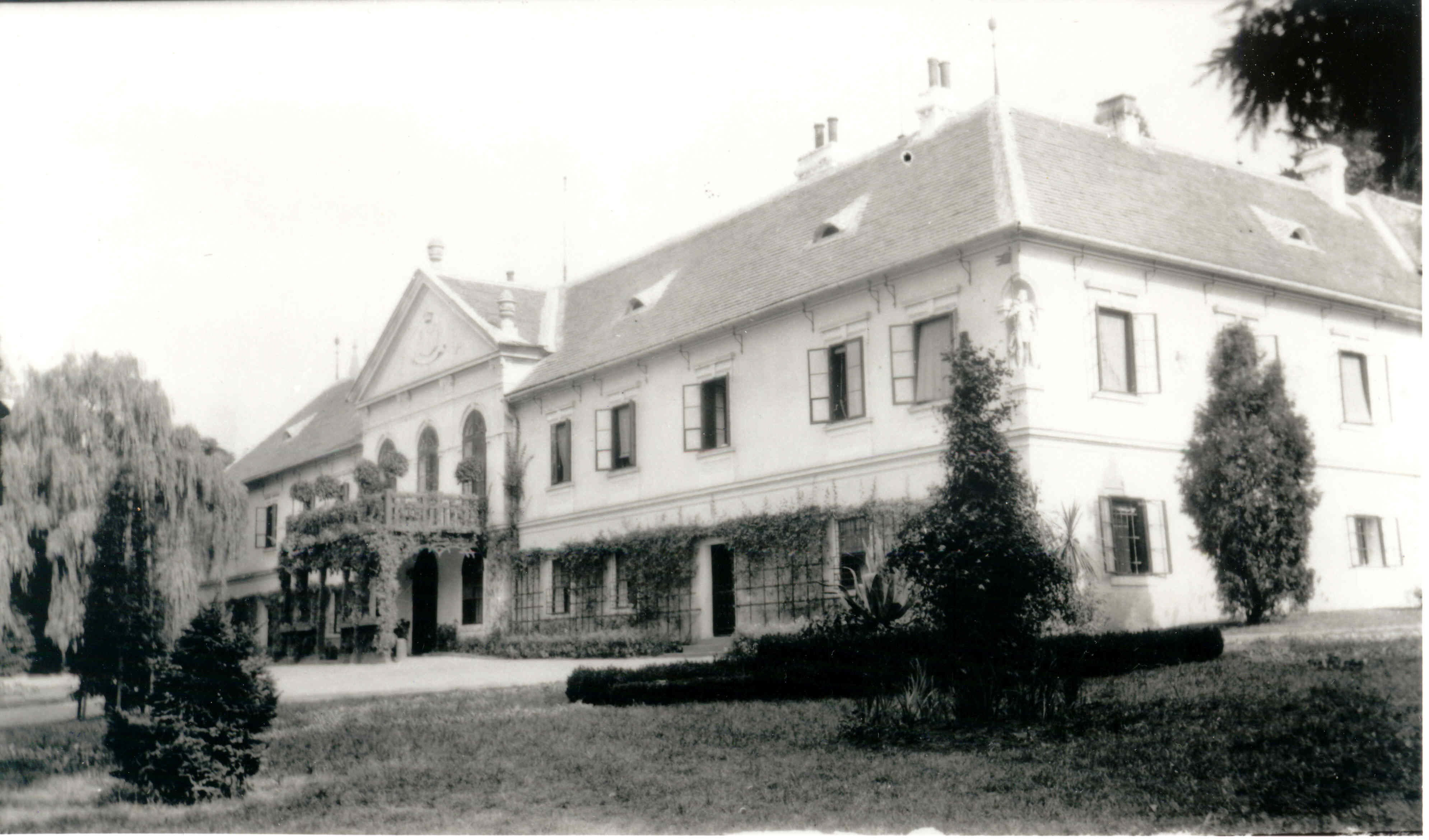
Zámek v Bílovicích na snímku z roku 1911 (foto: Willem-Bernard Engelbrecht)

Po Hugově náhlé smrti v perském Teheránu se majitelkou velkostatku stala jeho manželka Frieda Barbara, rozená svobodná paní Zwiedinek von Südenhorst (1866–1945). Protože se hlásila k německé národnosti, byl zámek po druhé světové válce zkonfiskován a roku 1947 předán do vlastnictví obce. Po rodině Logothetti zůstala na zámku rozsáhlá knihovna, jejíž část byla předána do sbírek muzea v Uherském Hradišti a část byla kolem roku 1948 rozkradena. Zámek poté sloužil bytovým účelům, od roku 1952 byl sídlem bílovického MNV a své místo v něm našla rovněž obecní knihovna, lékařská ordinace, mateřská škola či okrsek SNB. Koncem 40. let 20. století bylo k zámku přistavěno moderní východní křídlo, využívané jako kulturní sál. V letech 2005–2006 byl zámek rekonstruován a i v současnosti slouží potřebám obce a místní samosprávy.

## Architektura
Zámek má podobu volně stojící patrové budovy o třech křídlech, kryté valbovou střechou. Osu vstupního průčelí zvýrazňuje rizalit završený tympanonem s erbem Logothettiů. Přízemí je od patra odděleno kordonovou římsou. Okna jsou obdélníková se šambránami, pouze okna v rizalitu jsou zakončena půlkruhovým záklenkem. Místnosti i chodby v interiéru jsou plochostropé. Objekt je obklopen památkově chráněným anglickým parkem.